# همانی هستی که هست
«همانی هستی که هست» (به انگلیسی: You Are What You Is) آلبومی از هنرمند اهل ایالات متحده آمریکا فرانک زاپا است که در سال ۱۹۸۱ میلادی منتشر شد.